# Копальні Альдеа-Морет
Копальні Альдеа-Морет — колишні гірничодобувні майданчики, що функціонували в іспанському фосфоритоносному басейні Естремадура.
Фосфорити на південних околицях міста Касерес вперше виявили у 1864-му в місці, де далі виникла копальня «Абунданція» (Abundancia). Окрім неї, в цьому районі в підсумку з'явились копальні «Есмеральда» (найбільша серед усіх), «Естрелла», «Сан-Еугеніо», «Касерерія», «Сан-Сальвадор» та «Ла-Перла» (три останні були малі та не відігравали значної ролі).
Серед гравців, які займались гірничою справою в районі Касересу, можливо назвати засновану в 1864-му Sociedad Especial Minera La Fraternidad та компанію Mineral Phosphate Co. Ltd (SMPCL), яка почала діяльність у 1867-му. В середині 1870-х нестабільність часів Третьої карлістської війни призвела до падіння видобутку (у 1875-му обидва виробники змогли забезпечити видобуток лише близько 1200 тонн — для порівняння, того ж року розташовані далі на північний захід копальні  Сарса-ла-Майор/Секлавін виробили понад 5000 тонн фосфоритів), а потім і до банкрутства обох компаній у другій половині 1870-х. Натомість у 1876-му була заснована Sociedad General de Phosphatos de Cáceres (SGFC), яка забезпечила новий підйом фосфатних рудників Касересу. У тій же другій половині 1870-х виникло шахтарське селище Альдеа-Морет.
На відміну від інших фосфоритових копалень Естремадури в Сарса-ла-Майор/Секлавін та Логросані, рудники Альдеа-Морет більшу частину свої історії мали гарне транспортне сполучення. Якщо первісно найближча залізнична станція була від них за чотири десятки кілометрів на південь у Мериді на лінії, що вела до португальского Лісабону, то в 1881-му через сам Касерес пройшла нова лінія Мадрид — Лісабон. Доступ до великого порту був актуальним з огляду на те, що в перший період існування копалень на тлі слабкого розвитку внутрішнього ринку добрив вони орієнтувались на експорт до країн Європи.
Втім, уже невдовзі конкуренція зі сторони фосфоритів походженням з Північної Африки та США зробила іспанську продукцію нерентабельною на європейських ринках. З 1883 по 1894 тривало зниження виробництва, в 1895-му припинився експорт, за чим 1898-го ліквідували SGFC.
У 1900-х роках копальні викупила Sociedad General de Industria y Comercio (GEINCO), яка того ж десятиліття ввела в дію завод суперфосфату в самому Альдеа-Морет, що дозволяло продовжити експлуатацію копалень Альдеа-Морет, хоча кінцевим споживачем тепер був лише обмежений внутрішній ринок (при цьому руда з найвищим вмістом цільового елементу відправлялась на суперфосфатні фабрики тієї ж компанії в Мадриді та Севільї). Про обсяги виробництва відомо, що в 1920-х роках у середньому район Альдеа-Морет забезпечував щорічний видобуток на рівні близько 4 тисяч тонн фосфоритів.
У 1914-му в Альдеа-Морет став до ладу перший електричний генератор.
Хоча в 1950-х роках суперфосфатна промисловість Іспанії переживала підйом, проте він базувався на місцевому ресурсі піритів та імпортованих фосфоритах, тоді як місцева гірнича промисловість Естремадури не могла запропонувати нічого конкурентного ні за якістю, ні за об'ємами. У 1956-му почалось закриття копалень у Касерасі і не пізніше 1965-го цей процес завершився. Відомо, що на момент закриття в 1960-му кар'єр копальні «Абунданція» мав глибину 23 метри й діаметр близько 30 метрів.